# 小行星25655
小行星25655（25655 Baupeter）是一颗绕太阳运转的小行星，为主小行星带小行星。该小行星于2000年1月20日发现。

## 轨道参数
小行星25655的轨道半长轴为338 669 910 km，2.2638363 UA，离心率为0.172。